# Chamaexeros
Chamaexeros Benth – rodzaj roślin z rodziny szparagowatych. Obejmuje cztery gatunki występujące endemicznie w południowo-zachodniej Australii, gdzie rosną na podłożach gliniastych, gliniasto-ilastych, piaszczystych i laterytowych, w formacjach leśnych, wrzosowiskach i wokół skał granitowych.
Nazwa naukowa pochodzi od greckiego słowa χάμαι (chamai – naziemny) i nazwy rodzaju Xerotes (obecnie synonim Lomandra), z którego został wyodrębniony.

## Morfologia i biologia
Wieloletnie, kłączowe rośliny zielne tworzące kępy. Liście siedzące, równowąskie, sitowate (C. fimbriata) lub płaskie (pozostałe gatunki). Blaszki liściowe na brzegach błoniaste, często poszarpane. Kwiaty obupłciowe, u niektórych gatunków silnie pachnące, zebrane w wierzchotkową wiechę, wyrastającą na poziomie gruntu i mniej lub bardziej ukrytą wśród liści. Listki okwiatu wolne, kremowe lub żółte. Sześć pręcików, z czego trzy osadzone są u nasady listków okwiatu, a trzy na dnie kwiatowym. Pylniki podługowate, osadzone grzbietowo, skierowane do wewnątrz, pękające przez podłużne szczeliny. Zalążnia mała, jajowata, trójkomorowa z dwoma zalążkami w każdej komorze. Szyjka słupka nitkowata, długości listków okwiatu, zakończona drobnym znamieniem. Owocami są kulistawe torebki, zawierające także kulistawe, brązowe lub żółte nasiona.
Liczba chromosomów 2n wynosi 14 lub 28.

## Systematyka
Pozycja systematycznaRodzaj z plemienia Lomandreae  podrodziny Lomandroideae w obrębie rodziny szparagowatych Asparagaceae.
Wykaz gatunków
- Chamaexeros fimbriata (F.Muell.) Benth.
- Chamaexeros longicaulis T.D.Macfarl.
- Chamaexeros macranthera Kuchel
- Chamaexeros serra (Endl.) Benth.